# Begleitetes Fahren
Begleitetes Fahren (BF 17), umgangssprachlich auch Führerschein ab 17 oder Führerschein mit 17, ist eine Sonderregelung in Deutschland bei der Zulassung von Personen zum Straßenverkehr. Dabei wird es Jugendlichen bereits mit 17 Jahren ermöglicht, eine Fahrerlaubnis der Klasse B oder BE zu erwerben. Diese Fahrerlaubnis ist jedoch mit der Auflage verbunden, bis zum Erreichen des 18. Lebensjahres nur zusammen mit einer namentlich in der Prüfungsbescheinigung genannten Begleitperson zu fahren. Die Probezeit beträgt wie beim regulären Fahrerlaubniserwerb zwei Jahre. Ziel der Regelung ist es, die hohen Unfallquoten bei Fahranfängern zu senken, da diese häufig noch nicht über die notwendige Erfahrung, jedoch über eine hohe Risikobereitschaft verfügen.

## Niedersächsischer Modellversuch 2004
Begleitetes Fahren war ursprünglich ein Modellversuch des Landes Niedersachsen, welcher vom damaligen Verkehrsminister Walter Hirche maßgeblich gefördert wurde.
Der niedersächsische Modellversuch wurde von diversen Interessengruppen (z. B. ADAC) scharf kritisiert und es wurden Klagen dagegen angedroht. Man sah die Verkehrssicherheit in Deutschland ernsthaft gefährdet.
Hintergrund war, dass einige Bundesländer und der ADAC ein anderes Modell favorisierten. Danach sollte die normal übliche Probezeit beim Ersterwerb einer Fahrerlaubnis verkürzt werden, wenn der Bewerber an einem Sicherheitstraining teilgenommen hatte.
Dennoch begann Niedersachsen am 30. April 2004 mit einem eigenen Modellversuch. Die Bedingungen waren noch anders als beim späteren bundeseinheitlichen Modell:
- Begleitpersonen durften nur die Erziehungsberechtigten sein. Diese mussten aber keine weiteren Bedingungen erfüllen. Sie mussten nicht einmal im Besitz einer Fahrerlaubnis sein und durften während der Fahrt auch unter Alkoholeinfluss stehen.
- Die Bewerber mussten zustimmen, dass ihre Daten (Unfälle, Punkte) während der Probezeit statistisch ausgewertet werden durften. Diese Auswertung wurde durch eine Forschungsgruppe der Justus-Liebig-Universität Gießen durchgeführt.

Die erste erfolgreiche praktische Fahrerlaubnisprüfung im Rahmen des niedersächsischen Modellversuchs fand am 19. Mai 2004 in Braunschweig statt.

### Ergebnis des niedersächsischen Modellversuchs
Die Auswirkungen des niedersächsischen Modellversuchs wurden von einer Forschungsgruppe an der Justus-Liebig-Universität Gießen überwacht und statistisch ausgewertet. Der Abschlussbericht der wissenschaftlichen Auswertung wurde von Minister Walter Hirche am 12. Juli 2007 bekanntgegeben.
Danach haben die Teilnehmer am niedersächsischen Modellversuch nach der Begleitphase
- 28,5 % weniger Unfälle verursacht und
- 22,7 % weniger Verkehrsverstöße begangen

als Fahranfänger einer Kontrollgruppe, die den Führerschein regulär mit 18 Jahren gemacht hatten. Die positiven Auswirkungen des Begleiteten Fahrens mit 17 wurden damit eindeutig belegt.

## Befristete bundeseinheitliche Regelung 2005–2010
Im Bundestag wurde am 17. Juni 2005 ein Gesetzesentwurf zur Änderung des Straßenverkehrsgesetzes und anderer Vorschriften eingebracht, die den Weg für eine bundeseinheitliche Regelung Begleitetes Fahren ab 17 frei machten. Der Bundesrat stimmte dem Gesetzentwurf in seiner Sitzung vom 8. Juli 2005 zu. Rechtsgrundlage sind jetzt die neu geschaffenen § 6e Straßenverkehrsgesetz (StVG) und § 48a Fahrerlaubnis-Verordnung (FeV). Es stand aber jedem Bundesland frei, ob es die Vorschriften anwenden und den dort wohnhaften Bewerbern das Begleitete Fahren ermöglichen wollte.
Niedersachsen hat die bundeseinheitliche Regelung zum 1. März 2006 übernommen und seine bisherige eigene Regelung abgeschafft. Nach und nach haben alle Bundesländer die bundeseinheitliche Regelung des Begleiteten Fahrens übernommen. Als letztes der 16 Bundesländer hat Baden-Württemberg das Begleitete Fahren am 1. Januar 2008 eingeführt.
Die Regelung war zunächst bis zum Ablauf des 1. August 2010 befristet. Nach § 65 Abs. 12 Straßenverkehrsgesetz sollten § 6e Abs. 1 und 2 Straßenverkehrsgesetz sowie die auf Grund dieser Vorschriften erlassenen Rechtsverordnungen, jetzt § 48a Fahrerlaubnis-Verordnung mit Ablauf des 1. August 2010 nicht mehr anzuwenden sein. Es handelte sich damit nach wie vor nur um einen Modellversuch, der noch zu evaluieren war (§ 48b Fahrerlaubnis-Verordnung). Eine bis zum 1. August 2010 erteilte Fahrerlaubnis behielt aber ihre Gültigkeit. Bundesverkehrsminister Ramsauer kündigte an, die Regelung unbefristet weiterführen zu wollen und einen entsprechenden Gesetzentwurf noch 2010 in den Bundestag einzubringen.

## Übernahme in das Dauerrecht 2011
Am 17. Juni 2010 stimmte der Bundestag der Regelung zu, dass das Begleitete Fahren in das Dauerrecht übernommen wird. Das Bundesministerium für Verkehr, Bau und Stadtentwicklung (BMVBS) verkündete am 4. August 2010, dass das Bundeskabinett dem Vorschlag von Bundesminister Ramsauer zugestimmt und einen entsprechenden Gesetzesantrag zur Änderung des StVG auf den Weg gebracht hat.
Seit dem 1. Januar 2011 ist das Begleitete Fahren Teil des Dauerrechts. Die Teilnahme am Begleiteten Fahren ist freiwillig und muss ausdrücklich beantragt werden. Regelfall bleibt das Mindestalter von 17 Jahren.

## Aktuelle Regelung

### Begleitperson
Nach der bundeseinheitlichen Regelung sind als Begleitpersonen nur Personen zulässig, die folgende Eigenschaften erfüllen:
- Mindestalter von 30 Jahren und
- mindestens fünf Jahre (ohne Unterbrechung) im Besitz einer gültigen Fahrerlaubnis der Klasse B oder der alten Klasse 3 und
- zum Zeitpunkt der Beantragung der Fahrerlaubnis nicht mehr als einen Punkt im Fahreignungsregister haben.

Die Anzahl der Begleitpersonen ist theoretisch unbegrenzt. Die Begleitpersonen müssen bei Antragstellung namentlich genannt werden und ihr Einverständnis erklären. Dem Antrag ist eine Führerscheinkopie der Begleitperson beizufügen.
Die Begleitperson darf – im Gegensatz zu einem Fahrlehrer – nicht in die Fahrzeugbedienung eingreifen. Sie ist nicht verantwortlicher Führer des Fahrzeugs. Die Begleitperson kann auf jedem beliebigen Fahrgastsitz des Fahrzeugs mitfahren.
Begleitpersonen dürfen die 0,5 Promille-Grenze nicht erreichen und nicht unter dem Einfluss anderer berauschender Mittel stehen.
Die Begleitperson hat die Pflicht, ihren Führerschein mitzuführen und zuständigen Personen auf Verlangen auszuhändigen.
Entgegen ursprünglichen Plänen ist die Teilnahme der Begleitperson an einer Vorbereitungs- oder Informationsveranstaltung zum Thema Begleitetes Fahren nicht vorgeschrieben. Sie wird jedoch auf freiwilliger Basis dringend empfohlen, um sich mit den Rechten und Pflichten als Begleitperson vertraut zu machen.
Begleitetes Fahren ist im Ausland nicht gestattet. Lediglich in Österreich wird die Prüfbescheinigung des deutschen BF17 anerkannt. Umgekehrt ist in Deutschland der österreichische L-17 Führerschein nur unter bestimmten Voraussetzungen gültig.

### Prüfungsbescheinigung

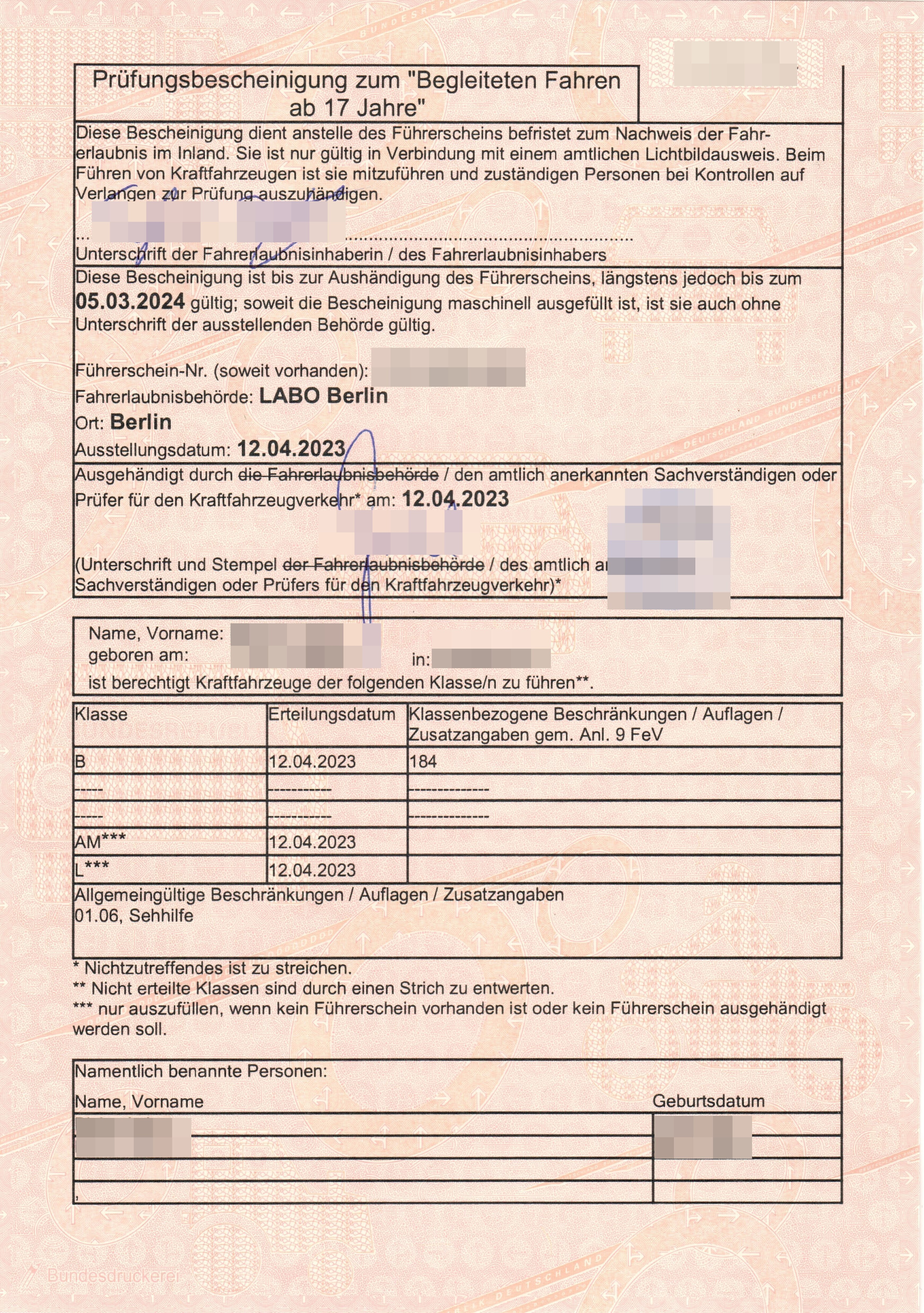
Prüfungsbescheinigung (2023)

Die theoretische Prüfung kann frühestens drei Monate, die praktische Prüfung frühestens einen Monat vor Vollendung des 17. Lebensjahres abgelegt werden. Dies entspricht denselben Fristen wie bei einem Erwerb der Klasse B ohne begleitetes Fahren mit 18 Jahren.
Hat der Bewerber zum Zeitpunkt der praktischen Prüfung das 17. Lebensjahr bereits vollendet, so wird nach bestandener praktischer Prüfung eine sogenannte Prüfungsbescheinigung (Im Format DIN A5 hochkant) ausgehändigt. Diese berechtigt zum Fahren mit Begleitperson in der gesamten Bundesrepublik Deutschland, nicht jedoch im Ausland (Ausnahme: Österreich). Da die Prüfungsbescheinigung kein Lichtbild des Inhabers trägt, ist zusätzlich ein Lichtbildausweis mitzuführen.
Hat der Bewerber zum Zeitpunkt der bestandenen praktischen Prüfung das 17. Lebensjahr noch nicht vollendet, so bekommt er vom Fahrerlaubnisprüfer nur eine sogenannte Prüfbescheinigung, welche direkt durch den TÜV oder die DEKRA nach der Prüfung ausgestellt und ausgehändigt wird. Diese dokumentiert nur die bestandene Prüfung und berechtigt nicht zum Fahren.
Mit Vollendung des 17. Lebensjahres kann sich der Bewerber dann die endgültige Prüfungsbescheinigung bei der zuständigen Verkehrsbehörde abholen. Erst durch Abgabe der Prüfbescheinigung bei der Straßenverkehrsbehörde wird der Nachweis der bestandenen Prüfung erbracht und die tatsächliche Fahrerlaubnis erteilt.
Hat der Fahrschüler begleitetes Fahren beantragt, vollendet aber während der Fahrausbildung das 18. Lebensjahr, so wird ihm bei Bestehen der praktischen Prüfung ebenfalls eine Prüfungsbescheinigung ausgegeben, welche als Fahrerlaubnis gilt und bis 3 Monate nach Vollendung des 18. Lebensjahres gültig ist.
Vor Ablauf der Prüfungsbescheinigung muss diese bei der Zuständigen Führerscheinstelle gegen einen EU-Kartenführerschein umgetauscht werden. Bei Beantragung der Klasse B mit begleitetem Fahren wird der entsprechende Kartenführerschein in den meisten Fällen durch die Führerscheinstelle bei der Bundesdruckerei bestellt und verwahrt. Bei offizieller Ausgabe des Dokumentes wird das Ausstellungsdatum entsprechend auf der Rückseite vermerkt. Der Kartenführerschein enthält, im Gegensatz zur Prüfungsbescheinigung nicht mehr die Schlüsselzahl 184, da dieser für die Klasse B nicht vor Vollendung des 18. Lebensjahres ausgegeben wird.
Da die Führerscheinklasse B auch die Klassen AM (Kleinkrafträder und Quads) und L (Traktoren) enthält und diese Klassen bereits mit 16 Jahren erworben werden können, gilt die Prüfungsbescheinigung auch als Führerschein der Klassen AM und L. Die Auflage der Begleitperson gilt nur für Fahrzeuge der Klassen B und BE, daher dürfen Fahrzeuge der Klassen AM und L von Anfang an ohne Begleitperson gefahren werden, jedoch nur innerhalb der Bundesrepublik Deutschland. Auf Antrag kann aber zusätzlich ein regulärer Kartenführerschein für die Klassen AM und L ausgestellt werden, mit welchem Fahrzeuge der Fahrerlaubnisklasse AM auch international gefahren werden darf. Fahrzeuge der Klasse L (Traktoren) dürfen nicht im Ausland gefahren werden, da diese Klasse eine nationale Führerscheinklasse ist.

### Konsequenzen bei Verstößen
Das Fahren ohne eine eingetragene Begleitperson oder Sonderbescheinigung stellt einen Verstoß gegen § 6e Absatz 1 Nr. 2 StVG dar, erfüllt aber nicht den Tatbestand des Fahrens ohne Fahrerlaubnis nach § 21. Es droht ein Bußgeld in Höhe von 70 Euro und ein Punkt im Fahreignungsregister. Außerdem wird die Fahrerlaubnis widerrufen und darf erst nach der Teilnahme an einem Aufbauseminar neu erteilt werden. Eine besondere Sperrfrist nach der Teilnahme an einem Aufbauseminar ist nicht vorgesehen.
Das Nicht-Mitführen der Prüfbescheinigung ist mit einem Verwarnungsgeld von zehn Euro belegt (siehe auch Fahren ohne Führerschein).

## Akzeptanz
Laut Statistik des Kraftfahrt-Bundesamts (KBA) wurden im Jahr 2008 1.022.854 Erstprüfungen der Fahrerlaubnisklassen B und BE durchgeführt, davon 359.649 (~35 %) im Rahmen des Begleiteten Fahrens mit 17. Das sind 90.692 oder 33 % mehr Erstprüfungen als im Vorjahr (2007). 2013 wurden 717.907 Fahrerlaubnisse der Klassen B und BE erteilt, davon 318.164 (~44 %) an 17-jährige.

## Begleitetes Fahren mit 16 Jahren
Die Verkehrsminister der Länder haben Mitte April 2018 bekräftigt, das Mindestalter auf 16 Jahre absenken zu wollen. Hierzu wäre eine entsprechende Änderung der Führerscheinrichtlinie 2006/126/EG notwendig. Um eine solche Änderung zu Erreichen müsste ein Modellversuch zu BF 16 die Unterstützung weiterer EU-Staaten erhalten. Die Bundesregierung unter Kabinett Scholz wollte das begleitete Fahren ab 16 ermöglichen.

## Begleitetes Fahren im LKW
Der Deutsche Verkehrssicherheitsrat (DVR) empfiehlt, das Begleitete Fahren auch im LKW zuzulassen. Hierdurch soll die Duale Ausbildung zum Berufskraftfahrer attraktiver gemacht und ihre Qualität verbessert werden.

## Österreich
In Österreich gibt es die L17-Ausbildung. Dies ist in Österreich eine Möglichkeit, den Führerschein für PKW (genauer: Klasse B) schon mit dem Alter von 17 Jahren zu erlangen. Die Ausbildung kann mit 15 ½ Jahren begonnen werden. Nach 32 Einheiten Theorie (je 50 min) und 12 Einheiten Praxis (je 50 min) in der Fahrschule muss der Prüfling Praxisfahrten mit einer Begleitperson von mindestens 3.000 km durchführen (s. L-Übungsfahrt). Abschließend erfolgen die Prüfungen. Ab frühstens 17 Jahren erhält der Jugendliche dann den B3 Führerschein. Der Jugendliche darf dann mit 17 Jahren einen PKW in Österreich, Deutschland, Großbritannien, Nordirland und Dänemark auch ohne Begleitperson fahren. Für deutsche Jugendliche ist der Erwerb des L17 Führerschein möglich, sofern der Erstwohnsitz des Jugendlichen in Österreich ist. Die Kosten für den Führerscheinerwerb der Klasse B liegen bei etwa 1200 Euro.

## Schweiz
In der Schweiz ist das Begleitete Fahren nach bestandener Theorieprüfung schon lange zulässig. Die gesamte praktische Lernphase kann damit absolviert werden.
Seit dem 1. Januar 2021 ist das Begleitete Fahren bereits ab einem Alter von 17 Jahren zulässig. Der Touring Club Schweiz (TCS) fordert einen Lernfahrausweis ab 16 Jahren. Nach bestandener theoretischer Prüfung erhält der Prüfling einen Lernfahrausweis. Mit diesem Lernfahrausweis darf der Prüfling gemeinsam mit einer Begleitperson auf öffentlichen Straßen üben. Mit dem Alter von 18 Jahren darf dann die praktische Prüfung gemacht werden.

## Liechtenstein
Im Fürstentum Liechtenstein gibt es in Anlehnung an die Schweiz ebenfalls einen Lernfahrausweis ab dem Alter von 17 Jahren. Das ist ein begleitetes Fahren noch vor der praktischen Führerscheinprüfung. Erst mit dem Alter von 18 darf dann die praktische Prüfung abgelegt werden.

## Luxemburg
In Luxemburg gibt es das begleitete Fahren ab dem 17. Lebensjahr noch vor der praktischen Prüfung. Sobald die theoretische Fahrprüfung bestanden wurde und 12 Fahrstunden in einer Fahrschule absolviert wurden, kann der Prüfling mit einem Begleiter auf öffentlichen Straßen üben. Die praktische Fahrprüfung erfolgt danach.

## Frankreich

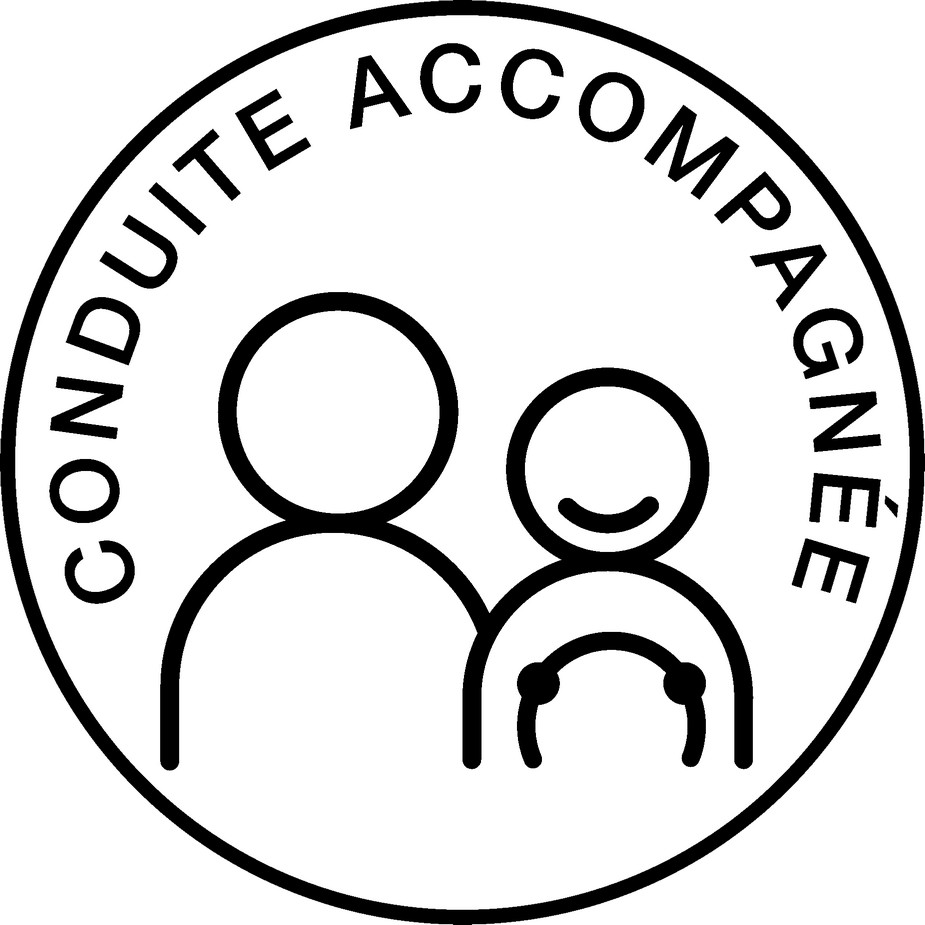
Plakette Conduite accompagnée in Frankreich

In Frankreich besteht seit Dezember 1989 die Möglichkeit zum Begleiteten Fahren ab dem 16. Lebensjahr (15. Lebensjahr seit 2014). Das begleitete Fahren findet vor der praktischen Prüfung statt. Der Prüfling muss die theoretische Prüfung bestanden sowie 20 Stunden in einer Fahrschule absolviert haben. Danach müssen 3000 km mit einer privaten Begleitperson durchgeführt werden. Als Begleitperson ist ein Elternteil vorgesehen, der eine Fahrpraxis von mindestens fünf Jahren nachweisen kann. Am Heck des (in der Regel elterlichen) Fahrzeugs muss eine für alle Verkehrsteilnehmer sichtbare Plakette Conduite accompagnée mit einem Durchmesser von 15 cm angebracht sein (selbstklebend, magnetisch oder elektrostatisch hinter der Heckscheibe). Es wird empfohlen, das Fahrzeug mit zusätzlichen Rückspiegeln (ähnlich den Fahrschulfahrzeugen) auszustatten.

## Belgien
Ab dem Alter von 17 Jahren darf die theoretische Fahrprüfung abgelegt werden. Nach bestandener theoretischer Fahrprüfung erhält der Prüfling einen provisorischen Führerschein und darf bereits ab dem Alter von 17 Jahren mit einer Begleitperson auf öffentlichen Straßen üben. Fahrstunden in einer Fahrschule sind nicht notwendig. Es müssen mindestens 1500 km nachgewiesen per Fahrtenbuch zurückgelegt werden, bevor die praktische Prüfung absolviert werden kann. Ab dem Alter von 18 Jahren kann sich der Prüfling dann zur praktischen Fahrprüfung anmelden.

## Regelungen in anderen Ländern
- In Kanada kann eine Erlaubnis für Begleitetes Fahren erworben werden, sofern der Fahranfänger von einem Erwachsenen begleitet wird, der seit mindestens zwei Jahren im Besitz eines Führerscheins ist.[23]
- In den Vereinigten Staaten von Amerika unterliegen die Regelungen zum Erwerb des Führerscheins den oft abweichenden Bestimmungen der einzelnen Bundesstaaten. Im Staat Michigan ist im Rahmen des Programms Graduated Driver Licensing Begleitetes Fahren bereits ab einem Alter von 14 Jahren und 9 Monaten möglich.[24]